# Чемпионат Сан-Томе и Принсипи по шоссейному велоспорту
Чемпионат Сан-Томе и Принсипи по шоссейному велоспорту — национальный чемпионат Сан-Томе и Принсипи по шоссейному велоспорту, проводимый Федерацией велоспорта Сан-Томе и Принсипи. За победу в дисциплинах присуждается майка в цветах национального флага (на илл.).

## Призёры

### Мужчины. Групповая гонка.
| Год  | Победитель        | Второй          | Третий          |
| ---- | ----------------- | --------------- | --------------- |
| 2014 | Дэниел Соуза Круз | Эдини Насименто | Маоро Сильвейра |
| 2015 | Маоро Сильвейра   | Эдини Насименто | Сильвио Агиар   |
| 2016 | Мауро Альфредо    | Владимир Круз   | Сильвио Агиар   |

### Мужчины. Индивидуальная гонка.
| Год  | Победитель         | Второй             | Третий        |
| ---- | ------------------ | ------------------ | ------------- |
| 2009 | Эджмер Амадо Соуза | Амилтон Монтеверде | Дэвид Лима    |
| 2014 | Эдини Насименто    | Атемилсон Перрейра | Владимир Круз |
| 2015 | Эдини Насименто    | Атемилсон Перрейра | Сильвио Агиар |